# Pedon
Pedon – graniastosłup wyodrębniony w glebie, który ma wszystkie właściwości charakterystyczne dla tej gleby i pozwala na rozpoznanie całego układu poziomów genetycznych (profilu); ma powierzchnię kilku metrów kwadratowych  i głębokość  od kilkudziesięciu centymetrów do ok. 2 metrów.